# Ukrajna folyói

Ukrajna legnagyobb folyói

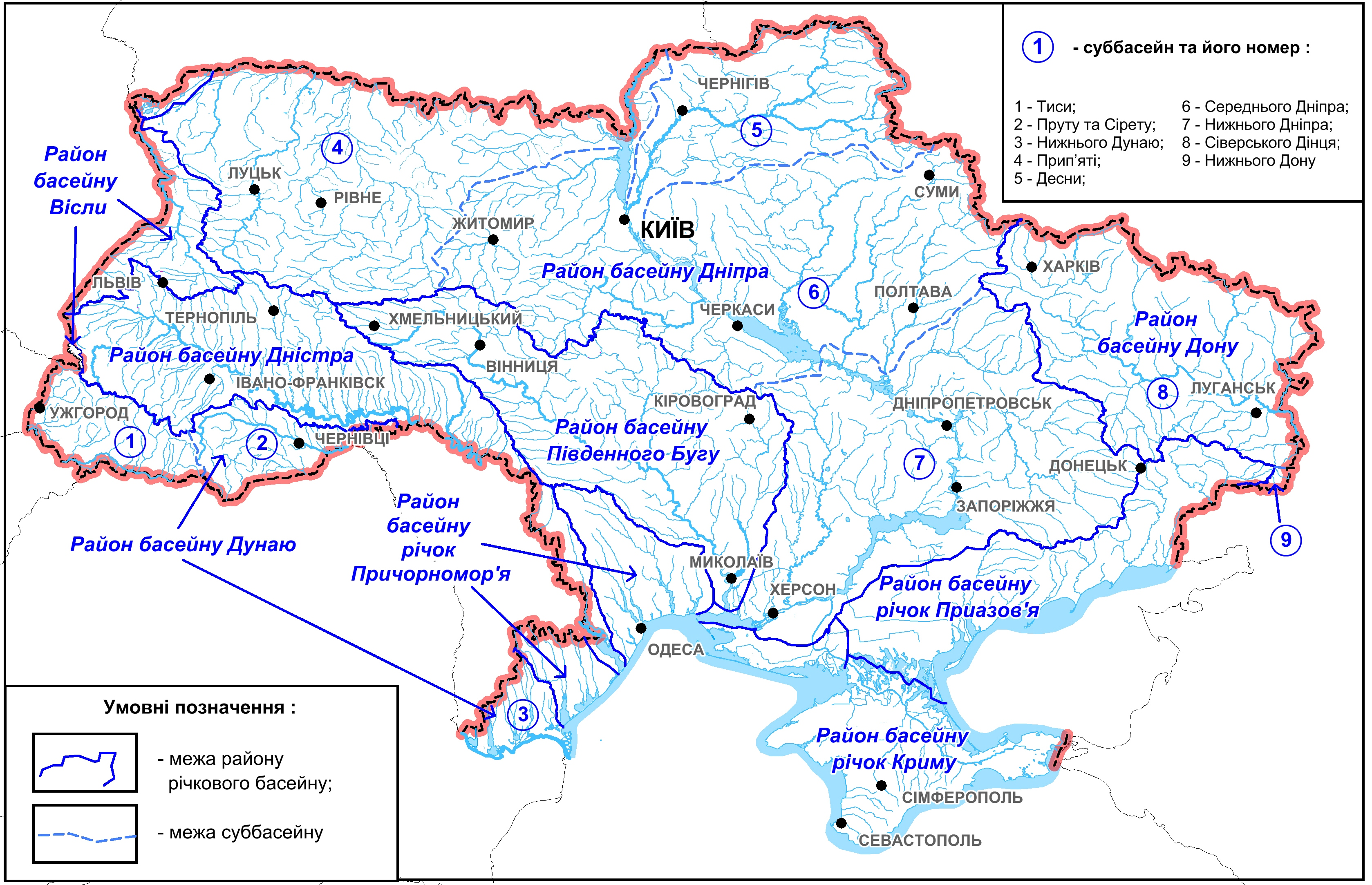
Ukrajna vízrajzi térképe

Ukrajna folyóvizekben igen gazdag terület. Különféle számítási módszereket alapul véve egyes források szerint 71 000, 69 000 illetve 30 000 folyó található az ukrán etnikai területeken, az ország határain belül pedig mintegy 23 000, melyek hosszúsága összesen kitesz 180 000 kilométert. A folyóvizek többsége meglehetősen rövid, kb. 3000–4000 olyan lehet, amelyek hossza meghaladja a 10 kilométert és csupán valamivel száz fölötti azok száma, amelyek 100 kilométernél hosszabbak.

## Vízgyűjtő területek
Az ország folyóinak nagy része az Azovi-tenger és a Fekete-tenger vízgyűjtő területéhez tartozik, a Balti-tenger medencéjéhez csupán 4%-uk. A Dnyeperhez a folyók 44%-a, a Dnyeszterhez 16%-a tartozik. A hegyvidékeken (Kárpátok) találhatóak a legsűrűbben a folyórendszerek, míg a legritkábban a Krímen. A Dnyeper vízgyűjtő területe Ukrajna területének 65%-a.
Az ország legnagyobb folyója a Dnyeper, több mint 1000 folyó tartozik a vízgyűjtő területéhez, ezek közül a legfontosabbak a Pripjaty, a Gyeszna, a Rosz, a Szula, a Pszel, a Vorszkla, az Oril, a Szamara és az Inhulec. A Visztula vízgyűjtő területe mintegy 120 folyót foglal magába (10 kilométernél hosszabbakat), jelentősebbek a San és a Nyugati-Bug. A kárpátaljai folyók, mint a Tisza, Ung vagy a Latorca, a Duna vízgyűjtő medencéjéhez tartoznak. Ugyancsak ide tartozik még a Szeret felső folyásának mellékfolyói, a Prut egyes mellékfolyói; összesen 350 folyó tartozik ide. A Dnyeszter vízgyűjtő területe mintegy 550 folyót ölel fel, például: Sztrivihor, Sztrij, Szvicsa, Limnicja (Lomnicja), Bisztricja. A Déli-Bug vízgyűjtő területéhez nagyjából 300 folyó tartozik, például a Riv, a Szob, a Szinyuha vagy a Jatrany.
A Krími-félsziget 250 folyója közül csak 120 hosszabb 10 kilométernél, a legnagyobb folyó itt a Szalhir. Jelentősebb folyók még például az Alma, a Kacsa, a Belbek vagy a Csorna. A Molocsna, az Obitocsna (vagy Obityicsna), a Berda, a Kalmiusz és a Miusz folyók az Azovi-tenger északi részén találhatóak. A Donyec vízgyűjtő területén mintegy 270 folyó található, többek között az Oszkil, az Ajdar, a Bahmutka vagy a Luhany.

## Legnagyobb folyók

A Dnyeper Kijevnél

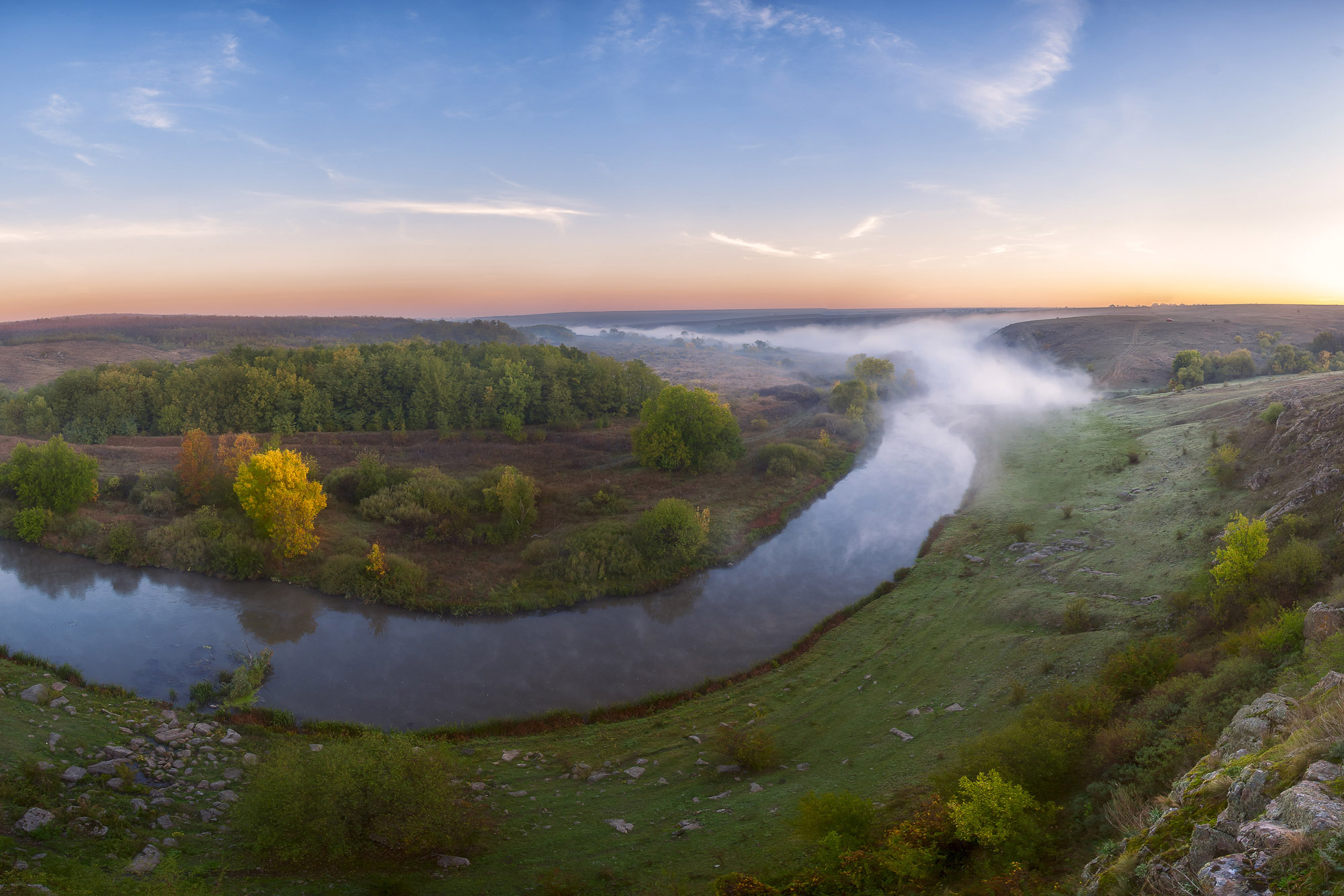
A Kalmiusz folyó

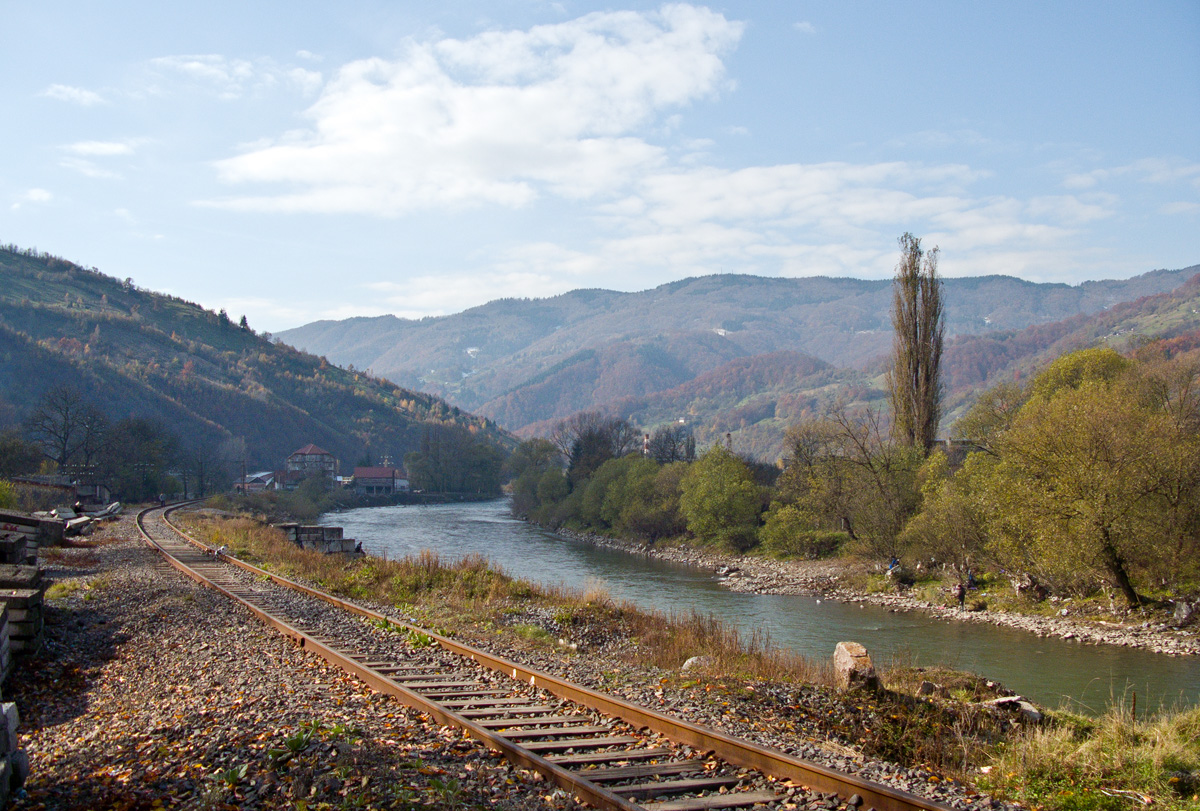
A Tisza Ukrajnában

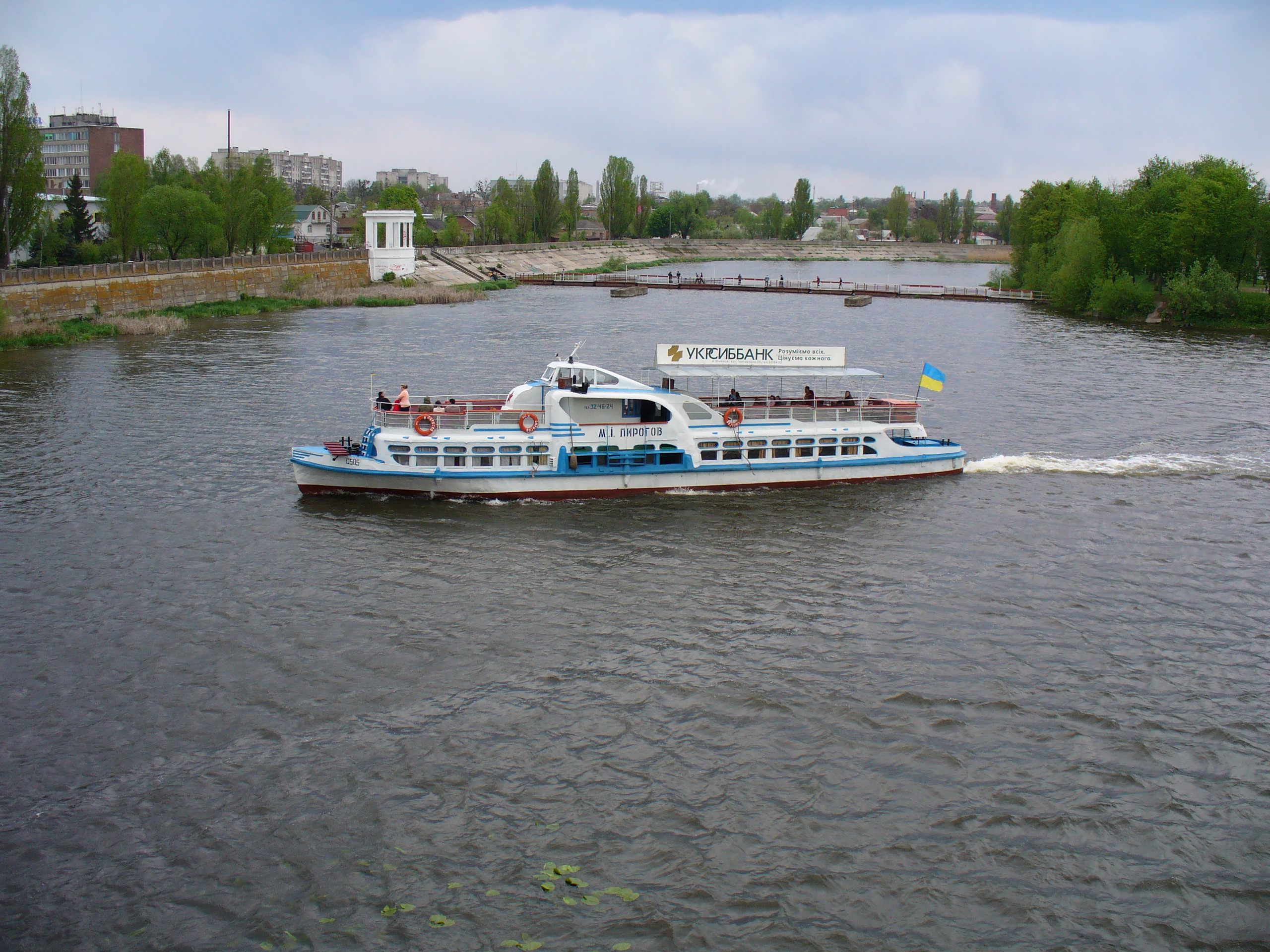
A Déli-Bug Vinnicjánál

Ukrajna legnagyobb folyói az ország területén belüli hosszuk alapján:
| Név         | Ukránul (átírva)                      | Hossza Ukrajnában (km) | Teljes hossz (km) | Vízgyűjtő terület (km²) | Torkolat      |
| ----------- | ------------------------------------- | ---------------------- | ----------------- | ----------------------- | ------------- |
| Dnyeper     | Дніпро (Dnyipro)                      | 981                    | 2201              | 504 000                 | Fekete-tenger |
| Déli-Bug    | Південний Буг (Pivdennij Buh)         | 806                    | 806               | 63 700                  | Fekete-tenger |
| Dnyeszter   | Дністер (Dnyiszter)                   | 705                    | 1362              | 72 100                  | Fekete-tenger |
| Pszel       | Псел (Pszel)                          | 692                    | 717               | 22 800                  | Dnyeper       |
| Donyec      | Сіверський Донець (Sziverszkij Donec) | 672                    | 1053              | 98 900                  | Don           |
| Gyeszna     | Десна (Deszna)                        | 591                    | 1130              | 88 900                  | Dnyeper       |
| Horiny      | Горинь                                | 579                    | 659               | 22 700                  | Pripjaty      |
| Inhulec     | Інгулець                              | 549                    | 549               | 14 900                  | Dnyeper       |
| Vorszkla    | Ворскла                               | 452                    | 464               | 14 700                  | Dnyeper       |
| Szlucs      | Случ                                  | 451                    | 451               | 13 800                  | Horiny        |
| Sztir       | Стир                                  | 445                    | 494               | 13 100                  | Pripjaty      |
| Nyugati-Bug | Західний Буг (Zahidnij Buh)           | 401                    | 831               | 73 500                  | Visztula      |
| Teteriv     | Тетерів                               | 385                    | 385               | 15 300                  | Dnyeper       |
| Szula       | Сула                                  | 365                    | 365               | 19 600                  | Dnyeper       |
| Inhul       | Інгул                                 | 354                    | 354               | 9900                    | Déli-Bug      |
| Rosz        | Рось                                  | 346                    | 346               | 12 600                  | Dnyeper       |
| Oril        | Оріль                                 | 346                    | 346               | 9800                    | Dnyeper       |
| Udaj        | Удай                                  | 327                    | 327               | 7030                    | Szula         |
| Vovcsa      | Вовча                                 | 323                    | 323               | 13 300                  | Szamara       |
| Szamara     | Самара                                | 320                    | 320               | 22 600                  | Dnyeper       |
| Horol       | Хорол                                 | 308                    | 308               | 3340                    | Pszel         |
| Prut        | Прут                                  | 272                    | 967               | 27 500                  | Duna          |
| Pripjaty    | Прип'ять                              | 261                    | 761               | 121 000                 | Dnyeper       |
| Ajdar       | Айдар                                 | 256                    | 264               | 7400                    | Donyec        |
| Szejm       | Сейм                                  | 250                    | 748               | 27 500                  | Gyeszna       |
| Zbrucs      | Збруч                                 | 244                    | 244               | 3400                    | Dnyeszter     |
| Szeret      | Серет                                 | 242                    | 242               | 3900                    | Dnyeszter     |
| Sztrij      | Стрий                                 | 232                    | 232               | 3100                    | Dnyeszter     |
| Kalmiusz    | Кальміус                              | 209                    | 209               | 5070                    | Azovi-tenger  |
| Szalhir     | Салгир                                | 204                    | 204               | 3750                    | Azovi-tenger  |
| Tisza       | Тиса                                  | 201                    | 966               | 153 000                 | Duna          |
| Viszuny     | Висунь                                | 201                    | 201               | 2670                    | Inhulec       |
| Oszter      | Остер                                 | 199                    | 199               | 2950                    | Gyeszna       |
| Luhany      | Лугань                                | 198                    | 198               | 3740                    | Donyec        |
| Molocsna    | Молочна                               | 197                    | 197               | 3450                    | Azovi-tenger  |
| Sznov       | Снов                                  | 190                    | 253               | 8700                    | Gyeszna       |
| Sztohid     | Стохід                                | 188                    | 188               | 3150                    | Pripjaty      |
| Turija      | Турія                                 | 184                    | 184               | 2800                    | Pripjaty      |
| Oszkil      | Оскiл                                 | 177                    | 472               | 14 800                  | Donyec        |
| Duna        | Дунай (Dunaj)                         | 174                    | 2900              | 817 000                 | Fekete-tenger |